# Sipagabu (Nassau)
Sipagabu is een bestuurslaag in het regentschap Toba Samosir van de provincie Noord-Sumatra, Indonesië. Sipagabu telt 514 inwoners (volkstelling 2010).